# Inkhundla Kubuta
L'Inkhundla Kubuta è uno dei quattordici tinkhundla del distretto di Shiselweni, nell'eSwatini.

## Geografia antropica

### Suddivisioni amministrative
L'Inkhundla è suddiviso nei 5 seguenti imiphakatsi: Ezishineni, Kakholwane, Kaphunga, Ngobelweni, Nhlalabantfu.